# Konrad Rittmeyer
Konrad Rittmeyer (* 16. Februar 1919 in Schwandorf als Konrad Zecherle; † 17. März 2009 in Veitshöchheim) war ein deutscher Offizier, zuletzt mit dem Dienstgrad Oberstleutnant. Innerhalb der Bundeswehr war er maßgeblich am Aufbau der Fernspähtruppe beteiligt.

## Leben

### Jugend und Werdegang
Ferdinand Konrad Rittmeyer war der Sohn des Buchbinders Ferdinand Zecherle und dessen Ehefrau Anna, geb. Rittmeyer. Er wuchs in Schwandorf nächst der Pfarrkirche St. Jakob auf. 1944 änderte er seinen Geburtsnamen Zecherle in den Geburtsnamen seiner Mutter.
Rittmeyer trat bereits 1937 in die Wehrmacht ein. Im  Zweiten Weltkrieg nahm er zunächst an den Kämpfen in Polen und gegen Frankreich teil. Nachfolgend kämpfte er mit seiner Panzeraufklärungskompanie, oft hinter den feindlichen Linien, in Afrika und Russland, zuletzt in der Heeresgruppe Schörner als Bataillonskommandeur.
Rittmeyer wurde für seinen Mut und seine Tapferkeit mehrfach ausgezeichnet. Im Rang eines Hauptmanns geriet er kurz vor der deutschen Kapitulation in amerikanische Kriegsgefangenschaft, wurde jedoch wenig später an die sowjetische Armee ausgeliefert. Aus der Gefangenschaft in verschiedenen Lagern in Sibirien wurde er erst 1955 entlassen.

### Werdegang in der Bundeswehr
Rittmeyer trat bereits kurze Zeit nach seiner Rückkehr in die Panzeraufklärungstruppe der Bundeswehr ein. Seinem Ruf als Offizier vermochte er auch in der Bundeswehr zu entsprechen. Nicht zuletzt dieser Eigenschaften wegen erhielt er am 16. November 1961 von Heeresamt den Auftrag, unter der Arbeitsbezeichnung Lehrgruppe R (für Rittmeyer) an der Luftlande- und Lufttransportschule Altenstadt/Schongau mit dem Aufbau der Fernspähtruppe zu beginnen. Noch mit 43 Jahren nahm er daraufhin am Fallschirmspringerlehrgang teil.
Rittmeyer begann 1962 mit einem Kader an Freiwilligen mit der Ausbildung von Soldaten für die neuaufgestellte Fernspähtruppe. Am 1. Oktober 1963 wurde die Lehrgruppe R in Fernspähkompanie 200 umbenannt und am 18. Dezember 1964 in die Argonnenkaserne in Weingarten (Landkreis Ravensburg) verlegt, deren erster Kompaniechef er war. Die Fernspähkompanien wurden den Korps damit unmittelbar als Korpstruppen für die operative Aufklärung unterstellt. Unter seiner Führung wurden in der Folgezeit auch die Kader für die Fernspähkompanien 100 und 300 ausgebildet und diese aufgestellt.

## Auszeichnungen
- Ritterkreuz
- Deutsches Kreuz in Gold
- Eisernes Kreuz I
- Eisernes Kreuz II
- Ärmelband Afrika
- Medaille Winterschlacht im Osten 1941/42
- Verwundetenabzeichen